# Slowenische Badmintonmeisterschaft 1967
Die Slowenische Badmintonmeisterschaft 1967 fand Ende 1967 statt. Es war die zehnte Austragung der Titelkämpfe in Slowenien, die gleichzeitig auch Meisterschaft Gesamt-Jugoslawiens war.

## Die Sieger und Platzierten
| Disziplin    | Gold                        | Silber                     | Bronze                 |
| ------------ | --------------------------- | -------------------------- | ---------------------- |
| Herreneinzel | Danče Pohar                 | Mitja Žorga                | Tomaž Pavčič           |
| Dameneinzel  | Lučka Križman               | Marta Amf                  | Mariča Amf             |
| Herrendoppel | Danče Pohar Tomaž Pavčič    | Mitja Žorga Janez Jereb    | Križman Janez Pohar    |
| Damendoppel  | Lučka Križman Breda Križman | Marta Amf Vita Bohinc      | Mariča Amf Farčnik     |
| Mixed        | Mitja Žorga Marta Amf       | Tomaž Pavčič Breda Križman | Danče Pohar Mariča Amf |